# 秦郁彦
秦 郁彦（はた いくひこ、1932年（昭和7年）12月12日 - ）は、日本の歴史家、元大蔵官僚。自身の専門は日本近現代史、軍事史とする。拓殖大学教授、千葉大学教授、日本大学法学部教授を歴任。学位は、法学博士（東京大学・1974年）。

## 略歴
山口県防府市生まれ。父は広島県広島市の出身で、小学生までは郁彦の本籍地も広島の爆心地にあった。このため自身は広島出身でもあると述べている。父は鉄道省の技術官吏で、九州の宮崎県、出水（鹿児島県）、若松（福岡県北九州市）の順で機関区長をしたため、小学校を5回転校。太平洋戦争中に広島市に引っ越し、原爆投下の一年前に母の実家がある山口県防府市に移った。父は戦時中に陸軍司政官としてフィリピン北部のカガヤン州における鉄道建設に従事して終戦の1か月前に戦死した。
1951年、多々良学園高等学校（現・高川学園高等学校）を卒業し、東京大学文科一類に入学。法学部第3類（政治コース）へ進級。在学中は戦史や、清浦奎吾ら政治家の研究に没頭した。二年次に結核と診断され（後に誤診と判明）一年休学し、巣鴨プリズンに収監中のA級戦犯を含む旧陸海軍軍人百数十人のヒアリングを実施した。当初の指導教官は丸山眞男だったが、この休学で丸山ゼミには入れず、岡義武に学んだ。
1955年の夏に国家公務員6級職採用試験を受験。行政職は採用が少なく、法学部でも第3類（政治コース）であったため、法律職では、終日、法律を勉強してきた連中に太刀打ちできないと考え、経済職を選択。近代経済学を独力で学び、試験に臨んでいた。1956年に東京大学法学部第3類（政治コース）を卒業。将来の転職も考え、通商産業省と自治庁の内定を辞退し、大蔵省に入省した。朝日新聞の入社試験も受けたが、落第した。入省同期に小粥正巳（初代日本政投銀総裁、日本開銀総裁、公取委委員長、大蔵次官）、大橋宗夫（関税局長）など。入省当初は学生時代の戦史研究の延長で出版社の仕事もしており、『別冊知性・秘められた昭和史』（河出書房、1956年）の刊行などに携わった。大蔵省では為替局調査課、中国財務局、名古屋国税局で勤務したほか、経済企画庁経済研究所に出向。大蔵省や経企庁に半ば公認を受け、日本国際政治学会などでの研究活動と二足の草鞋だったと回想している。
1963年にハーバード大学、1964年にコロンビア大学にそれぞれ留学。1965年に防衛庁防衛局に出向し、防衛研修所（防衛研究所）教官、防衛大学校講師を務めた。1969年8月に大蔵省へ復帰して、理財局国有財産総括課長補佐（総括・総務・審査）として沖縄返還の事務を担当。1971年から1976年まで大蔵省財政史室長を務め、叢書「昭和財政史」（「大蔵省財政史室」 編として、東洋経済新報社から上梓された）の編纂責任者となり、自身もそのうちの一巻『アメリカの対日占領政策』を執筆した。財政史室長を最後に大蔵省を退官した。
大蔵省を退官した後の5年間、読売新聞社の嘱託として、公開された外交文書の分析などに協力したこともある。
プリンストン大学大学院客員教授（1977年）、拓殖大学政経学部教授（1980年 - 1994年、依願退職）を経て、1994年に千葉大学法経学部（法政経学部）教授に就任。1997年、千葉大学を定年で退官し、日本大学法学部教授に就任。2002年に日本大学退職後は同大学院法学研究科非常勤講師を2010年まで務めた。

## 研究
軍事史学会の会員でたびたび同会で論文を発表、専攻は、日本の近現代史、第二次世界大戦を中心とする日本の軍事史とする。その他、昭和史に関する著作がある。自らについて「他人からは実証的である、とよく言われる」とする。
日本国際政治学会太平洋戦争原因究明部による共同プロジェクトに参加し、研究の成果は後に『太平洋戦争への道』として出版された。同書は開戦に至る日本外交を描いている。
ジョン・W・ダワー『敗北を抱きしめて』、アルヴィン・D・クックス『ノモンハン』では共同研究者として、献辞で名が挙げられている。

### 南京事件
不法な虐殺数を十数万から数十万とする大虐殺存在派と、不法殺害をゼロ乃至殆どないものとする大虐殺否定派（まぼろし派）の間に位置する、虐殺の存在を虐殺数数千から数万のオーダーで認める中間派（矮小化派、限定派とも）の立場に立つ。南京事件については自著『南京事件』において、日本軍の不法行為による犠牲者数を「3.8万-4.2万人」とし、以後も被虐殺者数は約4万人程度と推定している。2007年に出した同著の増補版では、「4万の概数は最高限であること、実数はそれをかなり下まわるであろうことを付言しておきたい」と追記しており、週刊新潮2007年12月27日号では、「だいたい4万人」とコメントしている。
歴史学者の吉田裕は、秦のこの推計値に異論を唱えている。吉田の主張は「吉田裕 (歴史学者)#主張」を参照。
百人斬り競争については、行ったとされる旧日本陸軍少尉が故郷鹿児島県において地元の小学校や中学校で「投降した敵」を斬ったと自ら公言していたことを、名簿を頼りに問合せ4人から回答を得て、1991年に日本大学法学会『政経研究』42巻1号・4号にて発表している。志々目彰証言は「戦意を失って投降した敵を斬」ったと言っている。秦自身が語る捕虜の要件は「リーダーがいて、標識を制服につけていて、公然と兵器を携帯しているのが条件で、国際法上の待遇が受けられます」。

### 慰安婦問題
日本軍の慰安所を、当時の国内の公娼制度が戦地へ持ち込まれたものだとする。「慰安婦の強制連行」については、長年の調査にも関わらず見つかっていない以上、これを裏づける資料（公文書）は存在しないと考えるべきだとする:76。慰安婦を（性）奴隷と呼ぶ事についても否定的で:93-95、見解が対立する吉見義明らと論争した。
慰安婦について「狭義の強制性」を否定した安倍晋三首相の国会答弁には、批判的だった。
1999年、『慰安婦と戦場の性』を出版した。英語版は、『Comfort Women and Sex in the Battle Zone』のタイトルで、2018年にHamilton Booksより出版された。
2014年、政府による河野談話検証チームのメンバーとなる。
アメリカのマグロウヒル社の教科書の、慰安婦に関する記述の訂正を求める声明を発表した日本の歴史家グループの一人。

#### 済州島での吉田証言調査
戦時中、済州島（現韓国）において慰安婦の強制連行が行われたとするいわゆる「吉田証言」について1992年に現地調査を行い、吉田証言を「信ぴょう性が極めて疑わしい」と結論づけた:14。
秦の調査結果は産経新聞 （1992年4月30日付）に発表され、雑誌『正論』（同年6月号）にも掲載された。これ以降、それまで吉田に好意的だった朝日新聞も、吉田証言を取り上げなくなった:14:53。
秦の調査結果に納得していない者や吉田本人の反論については、「吉田清治 (文筆家)#慰安婦の強制連行に関する証言（吉田証言）」以下を参照。

## 主張

### 中国新聞「BC級戦犯」問題
1990年8月15日から中国新聞紙上で連載されていた「BC級戦犯」（御田重宝解説委員）について、高嶋伸欣と林博史が連名で中国新聞社に抗議文を送りつけた問題について、秦は高嶋・林の主張を「『あら探し』か『言いがかり』のレベル」だとして御田記者を擁護した:433，434。これについて、秦と高嶋・林の間で雑誌『正論』の1992年9月号から11月号で双方の議論が行われた（詳細は「中国新聞#連載「BC級戦犯」問題」参照）。

### 靖国問題
昭和天皇が靖国神社に参拝しないようになった理由は「A級戦犯合祀」であると主張して、首相・三木武夫の「私的参拝発言」原因説を唱える岡崎久彦、渡部昇一、櫻井よしこらを『諸君!』誌上や産経新聞「正論」欄で批判している。
2006年7月に日本経済新聞社紙上で、昭和天皇がA級戦犯の靖国神社合祀に強い不快感を示した記述が含まれる富田メモの存在が報道された。秦はこの真偽を評価する研究委員会委員をつとめ、このメモが本物であると認定した。

### 張作霖爆殺事件
張作霖爆殺事件に関しては、河本大作大佐を中心とする日本陸軍の犯行であることは明らかであるとし、ソ連特務機関犯行説を陰謀論だと批判している。秦は、ドミトリー・プロホロフ本人が伝聞と推論の産物と自認したのだから騒ぎは決着しそうなものだと述べている。（ソ連特務機関犯行説については、「張作霖爆殺事件ソ連特務機関犯行説」参照）

## 論争

### 渡部昇一との論争
南京虐殺4万人説を取る秦は、南京虐殺ゼロ説を主張する田中正明と座談会でやり合ったことがあり、雑誌『正論』の連載の中で、渡部昇一が田中正明の『”南京大虐殺”の虚構』に推薦文を寄せていることに触れた際に、渡部があまりに田中を誉めていることを不快に感じて「この人は出世作の『ドイツ参謀本部』で、写真ぐるみヴァルター・ゲルリッツのHistory of German General Staffを大幅借用したぐらいだから、盗用や改竄には理解があるのかもしれない」と書いた。秦自身は、大幅借用とは書いたが、盗用や剽窃とは一線を画した表現に自制したという。渡部は、その8年後に秦の『昭和史の謎を追う』でこの件を知ったとして、反論の論文を書いた。これに対し、秦は、本が出た直後にゲルリッツが種本だと気づいていた、自分だけでなく、その頃に何人かのドイツ近現代史研究者の間で半ば公然とそう語られていたとした。
秦によれば、渡部の反論は、秦は歴史専門家としては失格という主張が内容の半分を占め、肝腎のゲルリッツ利用の実情は全体の一割だったとする。秦は、渡辺の著述について借用したと思われる箇所をあげて、「大幅無断借用」と断じ、渡辺自身はこの著書を素人のダンナ芸としているのでアラ探しするのもバカバカしいとしながら、素人だからといってマナーが悪くなりがちだが、著作権をまもる責任はプロもアマも区別はない、写真の制約はさらに厳しく、出所の明示だけでなく著作権者の許諾が必要と主張した。 (実際には写真の場合は、1956年までに発行または制作のものは日本では全て著作権が切れている。）

#### 田中正明の松井大将陣中日記改竄問題との関連
なお、秦によれば、田中正明が犯した松井大将陣中日記改竄問題について、渡部は1989年に刊行した『日本史から見た日本人・昭和編』で田中正明を弁護し、さらに「田中氏のもののほかでは、阿羅健一氏や板倉由明氏らの調査活動に共感を持つ」（p.389)と渡部が誉めていたので、秦は、田中の改竄を調べ上げて最初に雑誌に発表したのは板倉であり、渡部は田中対板倉の叩き合いを知らないのかと失笑したとしたとする。
実際には、この改竄発見自体は、他ならぬ秦郁彦本人が、南京虐殺の有無をめぐって田中正明と対立したことから、『歴史と人物』編集部（中央公論社）に田中正明の出した松井大将陣中日記を調べてみないかと話を持ち込み、横山編集長が話に乗って編集部関係者で調べたところ、松井石根大将（南京攻略戦総司令官）の陣中日誌等の改竄を発見、発覚したものである。

### 中村粲との論争
また、秦郁彦は、日清戦争時の旅順虐殺事件も乃木旅団長の関与を巡って、対談で中村粲と論争になり、秦によれば、1990年雑誌『自由』の6月号で中村は秦が京大全共闘出身の左翼論客やアメリカ人学者を誘って自分を叩く陰謀を企てたが実現しなかったと書き、対して秦は10月号で両人について心当たりがないから名前を出せ、白昼夢をみたのではないかと反論、12月号で中村は、第三者を巻き込みたくないので名前を出すのは遠慮する、(しかし)こんな具体的で複雑な白昼夢を見ることなどあるか、と躱して此の件は終わったという。

### 昭和天皇独白録を巡る論争
1990年12月号の文藝春秋において公表された「昭和天皇独白録」について、翌月号の座談会で伊藤隆、児島襄、半藤一利とこの資料の評価を行った。秦は、「独白録」は昭和天皇の戦犯訴追を回避するためにGHQに提出することを念頭に作られた弁明書であり英語版も存在するはずであると主張し、政治的な背景を持たない率直な内輪話の記録に過ぎないとする伊藤、児島と対立した。伊藤は「秦さんのいう英語版が出てきたらカブトを脱ぎますがね（笑）」、児島は「せいぜい秦さんにお探しいただきましょう（笑）」とコメントしている。後に英語版が実際に発見されている。

## 人物評
- 家永三郎を「変節組」と批判し[要出典]、家永教科書裁判においては、国側証人として出廷した。
- 司馬遼太郎に関しては、秦は『昭和史の秘話を追う』にて戦前昭和期（特に旧日本軍）に対する司馬の言説を「新司馬史観」「司馬神話」などとして批判･否定している。また戦後においては、旧日本軍の批判を行うことは圧倒的な大義名分が備わっていたために、司馬の言説を盲信したマスコミや評論家が子引き･孫引きを行い、世間に伝播した結果「新司馬史観」は大きな権威を持って受容される結果となり、旧日本軍の戦車も参謀も将軍も全て劣悪だった、という自虐的イメージが広く定着してしまい歴史学者も逆らうことが困難だったとしている[43]。
- 東條英機は、仮に東京裁判の代わりに日本人による裁判が設けられていたとしても、当時の法律に則りチャハル作戦における捕虜殺害、憲兵を用いた弾圧等を罪状として有罪となっただろうと著作『現代史の争点』で主張している[要ページ番号]。
- 1965年、秦は米国留学から帰って来た際に、来日中の知人クローリー博士からデビッド･バーガミニを紹介され、ノートを貸す等の協力をした。しかし、バーガミニが完成した著作『天皇の陰謀』について、ウソや初歩的ミスが多いと批判した。バーガミニの歴史認識や史料批判の当否は別として、同書自体は偽書のように由来や著作者を偽ったものではないが、秦は同書を「田中上奏文」や「シオン議定書」と同列に並べて偽書と呼んでいる。[44]

### その他
- 選択的夫婦別姓制度導入に否定的[45]。
- 吉見義明・中央大名誉教授が、桜内文城（ふみき）前衆院議員に対し損害賠償などを求めて起こした裁判で、桜内側に立った証言を行った。この秦証言の内容に関して、渡辺春巳は『秦郁彦証言とその非学問性』という論文で批判した[46]。
- 2015年2月23日付の産経新聞紙上で、元朝日新聞記者植村隆について「訴訟までの約1年、被告ばかりか日本メディアの取材を拒否し、手記も公表していない」と批判したが[47]、産経新聞は6月8日付朝刊で「植村氏は複数の日本メディアの取材に応じており、手記も発表しています。産経新聞のインタビューの申し込みには応じませんでした」と、訂正して謝罪した[48]。
- 両切りの缶入りピースを愛好する喫煙者である[49]。『愛煙家通信』に寄稿[50]するなど、禁煙や喫煙規制への批判・抗議活動にも参加している。

## 評価
肯定

- 嶋津格は、秦の著書『慰安婦と戦場の性』の裏表紙で「このような結論を導くに際して、秦は、自らが国内外にわたって収集、調査した資料を駆使する歴史学的態度を堅持している。そして、その結果生まれた本書は、総合性の上で、既存の類書の水準を超えた、「慰安婦」及び「慰安婦問題」の百科全書ともいうべき力作になった。これでやっと、冷静な遠近法の中で慰安婦問題を語る土壌が作られたのではないか」との賛辞を寄せている[51]。
- 池井優は、秦の著書『日中戦争史』および『軍ファシズム運動史』を、この分野における古典的名著であると評価した[52]。
- チャルマーズ・ジョンソンは、秦の『日中戦争史』を「1930年代の日本の対中政策に関する最も徹底した研究」と評した[53]。
- 佐々木隆は、東京大学出版会より刊行した『日本陸海軍総合事典』を日本近代史・軍事史研究必携の事典と評価した[54]。
- アメリカの軍事史家であるエドワード・J・ドレアは、「日本軍事史研究の長老」と評し[55]、秦の著書を研究や精度、解釈のモデルであると評価した[56]。
- 中国研究を専門とするヨーク大学のジョシュア・A・フォーゲルは、「40年以上にわたって日本の戦争に関する優れた研究を発表してきた著名な学者」と評価する[57]。
- 元ワイオミング大学講師の山本昌弘は、「日本近代史研究で日本を代表する学者」と評価している[58]。
- 伊藤之雄は、中曽根康弘が、内閣が一致して決めたことには、憲法上天皇には拒否権がなく、自動的に裁可したと誤解しているのも1989年の研究水準に照らすと無理はないとして、「たとえば、高い実証能力を持つ歴史研究者の秦郁彦ですら、1984年に公刊された著作で、次のように述べている」と記している[59]。また太平洋戦争の終結は、広島への原爆投下とソ連の参戦のどちら（もしくは両方）が主要因なのかは研究者でも見解が一致していないが、両方がないと終戦にもっていけなかったという秦郁彦の聞き取りは当を得ている、とも述べている[60]。
- 奈良岡聰智は、「私の好きな中公新書3冊 現代の古典を読む」において、秦郁彦の『南京事件 増補版「虐殺」の構造』（中公新書）を挙げて、「膨大な一次史料に基づいて実証的に虐殺の背景に迫っており、その堅牢な実証は他の追随を許さない」「いかなる立場に立つにせよ、本書を読むことなくしてこの事件について語ることはできない」と評している[61]。
- 北岡伸一は、自身が日本側座長を務めた「日中歴史共同研究」報告書を秦が概ねフェアとコメントしていることについて、さすが日本近代史研究の第一人者と評している[62]。

否定
- 林博史は、秦の著書『慰安婦と戦場の性』における資料の引用について、出典を示していないものがある、数値を誤っている、証言の一部分だけを抜き取って都合よく引用している、などとして批判している[63]。
- 「吉田証言」を事実だとする今田真人は、吉田ら労務報国会を管理・指導した警察の労政課にいた元警官の、労務報国会が済州島に慰安婦の狩り出しに行ったという話を聞いたことがあるかとの質問に対する回答「いやぁ、ないね。聞いたことはないですよ。しかし管轄が違うから何とも言えませんがね」[64]の内、後半の「管轄が違うから何とも言えませんがね」の部分を秦が意図的にカットして引用したと批判している[65]。
- 永井和は、史料解釈が恣意的である藤岡信勝や小林よしのりを、実証的な立場のはずの学者（秦）が、支持する姿勢をとろうとしたと述べている[66]。
- 前田朗は、上記著作には国連組織への初歩的な間違いや憶測に基づいている記述が多いとし、秦の手法には方法論的な疑問があると主張している[67]。これに対する秦の反論が「前田朗氏への反論」（『戦争責任研究』 2000年夏季）。また前田は、『慰安婦と戦場の性』の322ページに掲げられた「国連の人権機構」という組織図が、自分のオリジナル図を無断盗用したものだと主張している[68][69]。
- 南雲和夫は、『慰安婦と戦場の性』の中で、しばしば写真に出典が記されていないのは、著作権法はともかくとして、モラルとして問題だと批判した[70]。
- 慰安婦問題に関し、東京外国語大学名誉教授の金富子は、秦を「歴史修正主義のマエストロ」と評している。[71]

その他
- アジア女性基金資料委員会の委員を秦がつとめた際の和田春樹との論争については、和田春樹を参照。

## 受賞歴
- 1993年 - 『昭和史の謎を追う』で第41回菊池寛賞
- 2014年 - 『明と暗のノモンハン戦史』で第68回毎日出版文化賞
- 2014年 - 第30回正論大賞

## 著書

### 単著
- 『日中戦争史』（河出書房新社、1961年、増訂版1972年、復刻新版2011年/原書房（新装版）、1979年）
- 『軍ファシズム運動史――3月事件から2・26後まで』（河出書房新社、1962年、増訂版1972年、復刻新版2012年/原書房（新装版）、1980年）
- 『実録第二次世界大戦――運命の瞬間』（桃源社、1968年）
- 『太平洋国際関係史―日米および日露危機の系譜 1900-1935』（福村出版、1972年）
- 『昭和財政史 終戦から講和まで(3) アメリカの対日占領政策』（大蔵省財政史室編、東洋経済新報社、1976年）
- 『太平洋戦争六大決戦―なぜ日本は敗れたか』（読売新聞社、1976年）
  - 『実録太平洋戦争―六大決戦、なぜ日本は敗れたか』（光風社出版、1984年/光風社選書、1995年）
  - 『太平洋戦争六大決戦』（中公文庫（全2巻）、1998年）
- 『史録日本再軍備』（文藝春秋、1976年）
- 『八月十五日の空―日本空軍の最後』（文藝春秋、1978年/文春文庫、1995年）
- 『太平洋戦争航空史話』（各：全2巻、冬樹社、1980年/光風社出版、1984年/中公文庫、1995年）
- 『昭和史の軍人たち』（文藝春秋、1982年/文春文庫、1987年/文春学藝ライブラリー、2016年）
- 『官僚の研究―不滅のパワー・1868-1983』（講談社、1983年/講談社学術文庫、2022年）
- 『裕仁天皇 五つの決断』（講談社、1984年）／『昭和天皇 五つの決断』（文春文庫、1994年）
- 『実録第二次世界大戦―運命を変えた、六大決戦』（光風社出版、1984年/光風社選書、1995年）
  - 『第二次世界大戦―鋼鉄の激突』（中公文庫、1998年）
- 『昭和史を縦走する―柳条溝事件から教科書問題まで』（グラフ社、1984年）
- 『南京事件―「虐殺」の構造』（中公新書、1986年、増補版2007年）
- 『第二次大戦航空史話』（各：全3巻、光風社出版、1986年/中公文庫、1996年）
- 『昭和史の謎を追う』（各：全2巻、文藝春秋、1993年/文春文庫、1999年）
- 『盧溝橋事件の研究』（東京大学出版会、1996年）
- 『日本人捕虜―白村江からシベリア抑留まで』（原書房、1998年/中公文庫（上下）、2014年）
- 『現代史の争点』（文藝春秋、1998年/文春文庫、2001年）
- 『現代史の光と影―南京事件から嫌煙権論争まで』（グラフ社、1998年）
- 『慰安婦と戦場の性』（新潮選書、1999年）
- 『なぜ日本は敗れたのか―太平洋戦争六大決戦を検証する』（洋泉社新書y、2001年）
- 『現代史の対決』（文藝春秋、2003年/文春文庫、2005年）
- 『旧制高校物語』（文春新書、2003年）
- 『漱石文学のモデルたち』（講談社、2004年/中公文庫、2013年）
- 『歪められる日本現代史』（PHP研究所、2006年）
- 『統帥権と帝国陸海軍の時代』（平凡社新書、2006年）
- 『現代史の虚実―沖縄大江裁判・靖国・慰安婦・南京・フェミニズム』（文藝春秋、2008年）
- 『靖国神社の祭神たち』（新潮選書、2010年）
- 『病気の日本近代史 幕末から平成まで』（文藝春秋、2011年）
- 『昭和史の秘話を追う』（PHP研究所、2012年）
- 『陰謀史観』（新潮新書、2012年）
- 『明と暗のノモンハン戦史』（PHP研究所、2014年/講談社学術文庫、2023年7月）
- 『旧日本陸海軍の生態学 組織・戦闘・事件』（中央公論新社［中公選書］、2014年）
- 『慰安婦問題の決算 現代史の深淵』（PHP研究所、2016年）
- 『病気の日本近代史 幕末からコロナ禍まで』（小学館新書、2021年）
- 『ウクライナ戦争の軍事分析』（新潮新書、2023年6月）
- 『日本近代史12の謎を解く　伝承と美談の狭間で』（PHP研究所、2024年）

### 共著
- （袖井林二郎）『日本占領秘史 下[72]』（朝日新聞社、1977年、ハヤカワ文庫、1986年）
- （坂本多加雄・半藤一利・保阪正康）『昭和史の論点』（文春新書、2000年）
- （半藤一利・横山恵一）『太平洋戦争―日本海軍戦場の教訓』（PHP研究所、2001年、PHP文庫、2003年）
- （半藤一利・横山恵一・戸髙一成）『歴代海軍大将全覧』（中公新書ラクレ、2005年）
- （半藤一利・原剛・横山恵一）『歴代陸軍大将全覧 明治編』（中公新書ラクレ、2009年）
- （半藤一利・原剛・横山恵一）『歴代陸軍大将全覧 大正編』（中公新書ラクレ、2009年）
- （半藤一利・原剛・横山恵一）『歴代陸軍大将全覧 昭和篇 満州事変・支那事変期』（中公新書ラクレ、2010年）
- （半藤一利・原剛・横山恵一）『歴代陸軍大将全覧 昭和篇 太平洋戦争期』（中公新書ラクレ、2010年）
- （伊沢保穂）『日本海軍戦闘機隊－戦歴と航空隊史話』（大日本絵画、2010年、新版2022年）
- （半藤一利・保阪正康・井上亮）『「BC級裁判」を読む』（日本経済新聞出版社、2010年、日経ビジネス人文庫、2015年）
- （半藤一利・原剛・松本健一・戸高一成）『徹底検証 日清・日露戦争』（文春新書、2011年）
- （半藤一利・戸高一成）『連合艦隊・戦艦12隻を探偵する』（PHP研究所、2011年）
- （半藤一利・横山恵一）『日米開戦と真珠湾攻撃秘話』（中公文庫、2013年）
- （聞き手 笹森春樹）『実証史学への道 一歴史家の回想』（中央公論新社、2018年）

### 編著
- 『戦前期日本官僚制の制度・組織・人事』（戦前期官僚制研究会編、東京大学出版会、1981年）
- 『世界諸国の制度・組織・人事 1840-1987』（東京大学出版会、1988年。増補版2001年）－2000年までを追加した
- 『真珠湾燃える（上・下）』（原書房、1988年）
- 『日本陸海軍総合事典』（東京大学出版会、1991年。第二版2005年）
- 『ゼロ戦20番勝負』（PHP研究所［PHP文庫］、1999年）
- 『日本官僚制総合事典 1868-2000』（東京大学出版会、2001年）
- 『検証・真珠湾の謎と真実－ルーズベルトは知っていたか 』（PHP研究所、2001年）
- 『太平洋戦争のif「イフ」－絶対不敗は可能だったか?』（グラフ社、2002年/中公文庫、2010年）
- 『日本近現代人物履歴事典』（東京大学出版会、2002年）
- 『昭和史20の争点 日本人の常識』（文藝春秋、2003年/文春文庫、2006年）
- 『沖縄戦「集団自決」の謎と真実』（PHP研究所、2009年）
- 『20世紀の世界航空戦史 第1次世界大戦から湾岸戦争まで』（潮書房光人新社、2021年）

### 共編著
- 日本国際政治学会太平洋戦争原因究明部編『太平洋戦争への道 第4巻 日中戦争 下』（朝日新聞社、1963年）
- 日本国際政治学会太平洋戦争原因究明部編『太平洋戦争への道 第6巻 南方進出』（朝日新聞社、1963年）
- （三宅正樹・藤村道生・義井博）『昭和史の軍部と政治（全5巻）』（第一法規出版、1983年）

### 監修
- 『連合艦隊海空戦戦闘詳報（全18巻・別巻2巻）』（アテネ書房、1996年）
- 『別冊宝島 日本史再検証真珠湾攻撃』（責任編集：宝島社、2016年）

### 共監修・共著
- （佐瀬昌盛・常石敬一） 『世界戦争犯罪事典』（文藝春秋、2002年） ISBN 4-16-358560-5 ISBN 978-4-16-358560-4[73]

### 訳書
- デイヴィッド・カーン『暗号戦争』（共訳、早川書房、1968年/ハヤカワ文庫、1978年）
- ウォルター・ロード『南太平洋の勇者たち――ソロモン諜報戦』（早川書房、1981年）